# 高端访谈
《高端访谈》（英語：Leaders Talk）是中国中央电视台新闻频道及中国环球电视网主频道的一档人物访谈栏目，主要专访各国元首、政府首脑和国际组织负责人，就全球热点话题发问，就焦点问题追问，就世界之变、时代之变、历史之变与国际政要展开对话，于2022年10月14日开播，目前于每周五21:30在中国中央电视台新闻频道、每周六19:30在中国环球电视网主频道播出。

## 受访者
- 俄罗斯总统普京
- 斯里兰卡总统维克拉马辛哈
- 尼泊尔总理普拉昌达
- 叙利亚总统巴沙尔
- 赞比亚总统希奇莱马
- 联合国环境规划署执行主任英格·安德森
- 塞内加尔总统马基·萨勒
- 非盟轮值主席 科摩罗总统阿扎利
- 布隆迪总统恩达伊施米耶
- 新开发银行行长罗塞夫
- 阿塞拜疆总统阿利耶夫
- 格鲁吉亚总理加里巴什维利
- 国际大体联代理主席雷诺·艾德
- 阿尔及利亚总统特本
- 所罗门群岛总理索加瓦雷
- 蒙古国总理奥云额尔登
- 巴巴多斯总理莫特利
- 匈牙利外长西雅尔多
- 巴勒斯坦总统阿巴斯
- 波黑主席团轮值主席茨维亚诺维奇
- 刚果（金）总统齐塞克迪
- 厄立特里亚总统伊萨亚斯
- 国际奥委会主席巴赫
- 哈萨克斯坦总统托卡耶夫
- 哥斯达黎加总统查韦斯
- 萨尔瓦多副总统费利克斯·乌略亚
- 巴西总统卢拉
- 马来西亚总理安瓦尔
- 博鳌亚洲论坛理事长潘基文
- 新加坡总理李显龙
- 巴基斯坦总统阿尔维
- 白俄罗斯总统卢卡申科
- 蒙古国总统呼日勒苏赫
- 伊朗总统莱希
- 柬埔寨首相洪森
- 泰国副总理兼卫生部长阿努廷
- 阿根廷总统费尔南德斯
- 圭亚那总统阿里
- 菲律宾总统马科斯
- 委内瑞拉总统马杜罗
- 赤道几内亚总统奥比昂
- 古巴国家主席迪亚斯-卡内尔
- 卢旺达总统卡加梅
- 塞尔维亚总理布尔纳比奇
- 巴基斯坦总理夏巴兹·谢里夫
- 新开发银行行长特罗约
- 黑山总统久卡诺维奇
- 老挝国家主席通伦
- 印度尼西亚总统佐科